# St. Mihály SE (női csapat)
A St. Mihály SportEgyesület 2012-ben hozta létre női labdarúgó szakosztályát, amely a 2018–2019-es idény óta a magyar első osztályú bajnokságban szerepel.

## Játékoskeret
2025. január 1-től
| #  |     | Poszt | Név                  |
| -- | --- | ----- | -------------------- |
| 1  | HUN | K     | Bokros Veronika      |
| 86 | MNE | K     | Anastasija Krstović  |
| 88 | HUN | K     | Aradi Jázmin         |
| 4  | HUN | V     | Futaki Fruzsina      |
| 2  | SRB | V     | Lena Marjanovic      |
| 7  | HUN | V     | Farkas Nina Réka     |
| 3  | HUN | V     | Kránicz Viktória     |
| 5  | HUN | V     | Horváth Lara         |
| 19 | HUN | V     | Juhász Enikő         |
| 25 | HUN | V     | Ónodi Vanessza       |
| 83 | HUN | V     | Németh Zsófia Peónia |

| #  |     | Poszt | Név             |
| -- | --- | ----- | --------------- |
| 23 | HUN | KP    | Balázs Evelin   |
| 9  | HUN | KP    | Nagy Lilla      |
| 13 | HUN | KP    | Sajti Krisztina |
| 22 | SRB | KP    | Sanda Malešević |
| 30 | HUN | KP    | Suták Dorka     |
| 8  | MNE | KP    | Simonovic Sara  |
| 11 | MNE | CS    | Petrovic Jelena |
| 16 | HUN | CS    | Sovány Dorina   |
| 12 | HUN | CS    | Szabó Dóra      |

## Korábbi híres játékosok
| - Bartalis Barbara - Boros Kinga - Csizi Fanni - Csontos Zsanett - Dékány Dóra - Kis-Lantos Hanna - Pacsuta Dóra - Lipták Lilla - Nagy Vivien - Nagypál Fatima | - Savanya Csilla - Sárosi Csilla - Szil Tünde - Szűcs-Jankulár Zita - Temesváry Tekla - Török Lilla - Tornyi Zita - Vass Noémi - Zimányi Kovács Anikó | - Koszo Sydney - Jelena Koprena - Tamara Škorić - Micic Sladana - Marlo Sweatman - Eugenia Miron - Nadejda Vasilică - Andrea Herczeg - Denisa-Larisa Marcea | - Milena Knezevic - Ivana Trbojevic |

## Meztörténet

#### Hazai mezek
| 2018 - 2019 | 2019 - 2020 |